# NGC 2888
NGC 2888 је елиптична галаксија у сазвежђу Компас која се налази на NGC листи објеката дубоког неба.
Деклинација објекта је - 28° 2' 10" а ректасцензија 9h 26m 19,6s. Привидна величина (магнитуда) објекта NGC 2888 износи 12,6 а фотографска магнитуда 13,6. Налази се на удаљености од 29,4000 милиона парсека од Сунца. NGC 2888 је још познат и под ознакама ESO 434-2, MCG -5-23-1, PGC 26768.